# زرنق (ميانة)
زرنق هي قرية في مقاطعة ميانة، إيران. عدد سكان هذه القرية هو 164 في سنة 2006.